# Heinz Kubsch
Heinz Kubsch (Essen, 20 luglio 1930 – 24 ottobre 1993) è stato un calciatore tedesco di ruolo portiere, campione del mondo nel 1954 con la Nazionale tedesca occidentale.

## Carriera
Kubsch iniziò a giocare nello Sportfreunde Katernberg, per poi trasferirsi nel 1953 al Pirmasens, dove chiuse la carriera nel 1961.
Conta 3 presenze con la Nazionale tedesca occidentale, con cui esordì il 26 settembre 1954 contro la Belgio (0-2).
Fece parte della selezione che vinse i Mondiali nel 1954, dove tuttavia non scese mai in campo.

## Palmarès

### Nazionale
- Campionato mondiale: 1

Svizzera 1954